# Інго Аппельт
Інго Аппельт  (нім. Ingo Appelt; 11 грудня 1961) — австрійський бобслеїст, олімпійський чемпіон.

## Виступи на Олімпіадах
| Олімпіада       | Дисципліна | Місце |
| --------------- | ---------- | ----- |
| Калгарі 1988    | двійка     | 5     |
| Калгарі 1988    | четвірка   | 7     |
| Альбервіль 1992 | двійка     | 4     |
| Альбервіль 1992 | четвірка   | 1     |